# Ликвидаторы аварии на АЭС Фукусима I

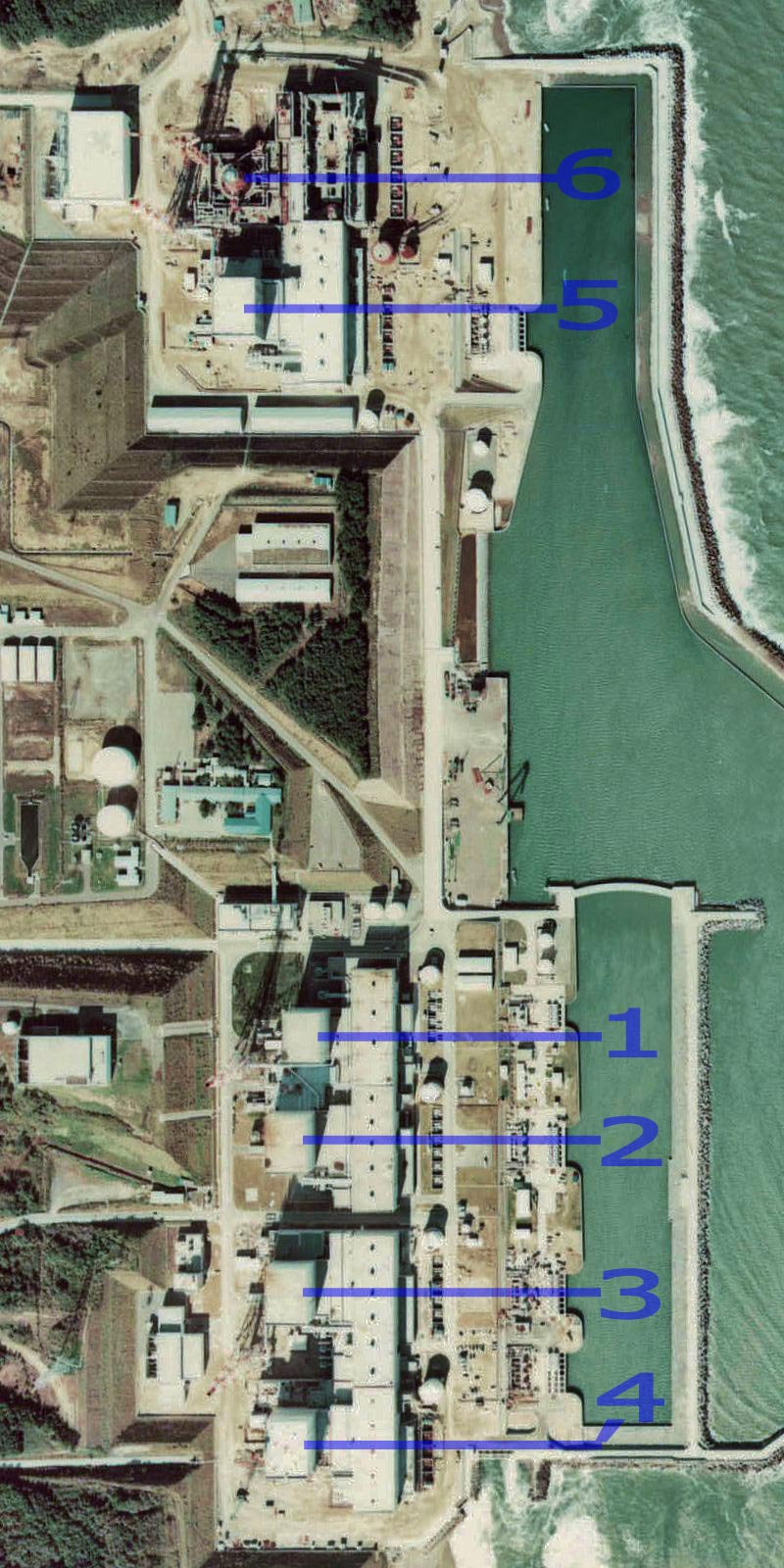
Спутниковое изображение АЭС Фукусимы-1, куда «атомные самураи» были назначены чтобы стабилизировать 6 реакторов АЭС

Гуманитарная рекламная футболка с надписью «Спасибо, 50 фукусимцев»

Ликвидаторы аварии на АЭС Фукусима I (Пятьдесят фукусимцев, яп. フクシマ・フィフティ) — обозначение около 200 человек, принимавших участие в ликвидации последствий Аварии на АЭС Фукусима I, произошедшей 11 марта 2011 года. Основную работу по ликвидации аварии выполняли 50 человек. Добровольцами на смертельно опасную работу записывались только пожилые сотрудники. Среди ликвидаторов есть как сотрудники станции, так и добровольцы из японских Сил самообороны, полицейских и пожарных. Правительство Японии установило допустимый максимум облучения для ликвидаторов до 250 миллизиверт.

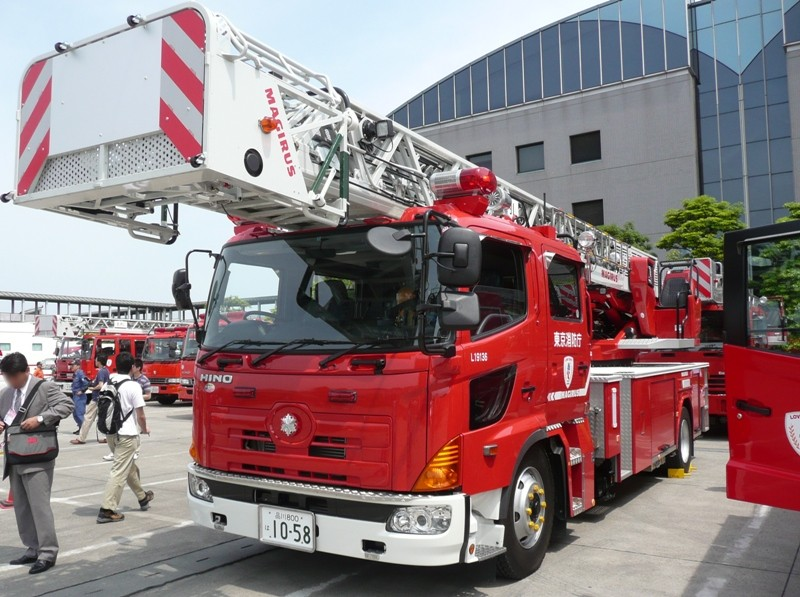
Пожарный расчет Токийской пожарной службы, который используется в орошении водой на АЭС

## Пострадавшие ликвидаторы
11 марта
В результате первого взрыва четверо работников станции были травмированы, все доставлены в больницу. Пострадали также два работника подрядных организаций. С этого момента остаётся неизвестным местонахождение ещё двух сотрудников станции.
12 марта
Один работник станции не мог стоять на ногах и держался за левую часть груди, он был госпитализирован. Один сотрудник подрядной организации госпитализирован в бессознательном состоянии. Один работник станции получил дозу облучения 106 мЗв, что превышает нормальную дозу, но ниже предусмотренной МАГАТЭ для аварийных ситуаций, и был госпитализирован.
13 марта
В результате второго взрыва, на энергоблоке 3, травмы получили 11 сотрудников станции, все были транспортированы на АЭС Фукусима II, но лишь один из них впоследствии был госпитализирован. Два сотрудника станции на блочных щитах управления блоков 1 и 2 почувствовали себя плохо от переутомления в результате работы в изолирующих дыхательных аппаратах. Отправлены на АЭС Фукусима II для обследования.
22 марта
Один сотрудник был травмирован при наладке электроснабжения. Транспортирован на АЭС Фукусима II.
23 марта
Один сотрудник был травмирован при наладке электроснабжения. Транспортирован на АЭС Фукусима II.
24 марта
Три работника (не компании TEPCO), прокладывавших кабели в одном из блоков, получили дозы свыше 170 мЗв. Двое из них получили радиоактивное загрязнение кожи ног и были госпитализированы.
14 мая
Пожилой (возрастом около 60 лет) ликвидатор-работник АЭС скончался от сердечного приступа.